# بيتر غرانت (مغني)
بيتر غرانت (بالإنجليزية: Peter Grant)‏ هو مغني بريطاني، ولد في 1987.

## وصلات خارجية
- بيتر غرانت على موقع ميوزك برينز (الإنجليزية)
- بيتر غرانت على موقع ديسكوغز (الإنجليزية)